# جيري وليامز (مقدم برامج إذاعية)
جيري وليامز (بالإنجليزية: Jerry Williams)‏ هو مقدم برامج إذاعية أمريكي، ولد في 24 سبتمبر 1923 في بروكلين في الولايات المتحدة، وتوفي في 29 أبريل 2003 في بوسطن في الولايات المتحدة.